# Pleurodema borellii
Pleurodema borellii är en groddjursart som först beskrevs av Mario Giacinto Peracca 1895.  Pleurodema borellii ingår i släktet Pleurodema och familjen Leiuperidae. IUCN kategoriserar arten globalt som livskraftig. Inga underarter finns listade i Catalogue of Life.